# 마쓰마루정
마쓰마루정(松丸町)은 에히메현 기타우와군에 설치되었던 정이다. 현재의 마쓰노정에 해당한다.